# Васильевское (Сокольский район)
Васи́льевское — деревня в Сокольском районе Вологодской области.
Входит в состав Чучковского сельского поселения, с точки зрения административно-территориального деления — в Чучковский сельсовет. Расположена к югу от автодороги А123.
Расстояние по автодороге до районного центра Сокола — 82 км, до центра муниципального образования Чучкова — 2 км. Ближайшие населённые пункты — Андреевское, Дьяково, Фролово, Ченцово, Слободищево, Скоморохово.
По переписи 2002 года население — 7 человек.